# 福田茂
福田 茂（ふくだ しげる、1950年12月2日 -）は、日本の元オートレース選手。埼玉県出身。12期、川口オートレース場所属。

## 選手データ
- プロフィール
  - 選手登録 1974年4月24日
  - 身長:165.7cm
  - 体重:63.9kg
  - 血液型:B型
  - 趣味:陶芸

- 戦歴 
  - 通算優勝回数:60回
  - グレードレース（SG,GI,GII）優勝回数:15回
  - 全国区レース優勝回数、SG優勝回数:2回
  - GI優勝回数:9回
  - GII優勝回数:4回

- 受賞歴
  - 優秀選手賞:5回
  - 日刊三賞・特別賞:2回
  - 日本プロスポーツ大賞・功労賞:2回

## 略歴
- 1985年
  - 3月25日、開設33周年記念グランプリレース（川口オートレース場）優勝。当時の競走車呼名は「シルビア」。競走タイムは3.427。
- 1987年
  - 3月25日、開設35周年記念グランプリレース優勝。競走タイムは3.433。
- 1989年
  - 7月20日、第13回キューポラ杯争奪戦（川口オートレース場）で優勝。当時の競走車呼名は「ユートピア」。競走タイムは3.401。
- 1990年
  - 前期に自身初の川口A1にランク付けされる。
- 1991年
  - 前期・後期ともに川口A1となる。
- 1992年
  - 前期に川口A1となる。
  - 5月27日、第11回オールスターオートレース（山陽オートレース場）で特別レース（現在のSG）初制覇。当時の競走車呼名は「ユートピア」。競走タイムは3.378。また、この優勝で島田信廣の持っていたSG最年長初優勝記録を更新。
  - 開場27周年記念グランプリレース（山陽オートレース場）優勝。競走タイムは3.608。
  - オートレース表彰選手において優秀選手賞を受賞。以降、4年連続で優秀選手賞を受賞。
- 1993年
  - 6月30日、開場28周年記念第2回平成チャンピオンカップ（山陽オートレース場）優勝。競走タイムは3.676。
  - 前期・後期ともに川口A1となる。以降、1997年前期まで4年半、9期連続でA1にランクされる。
- 1994年
  - 5月7日、開場38周年記念ゴールデンレース（浜松オートレース場）優勝。競走タイムは3.422。
- 1995年
  - 3月27日、GI開設43周年記念グランプリレース（川口オートレース場）優勝。競走タイムは3.398。
  - 11月7日、SG第27回日本選手権オートレース（飯塚オートレース場）優勝。当時の競走車呼名は「ユートピアS」。競走タイムは3.620。
- 1996年
  - 3月21日、GI開設44周年記念グランプリレース（川口オートレース場）で優勝。競走タイムは3.397。
- 1997年
  - 6月19日、GII第20回まがたま杯争奪戦優勝（川口オートレース場）。競走タイムは3.394。
- 1998年
  - オートレース表彰選手において2年ぶりに優秀選手賞を受賞。
- 1999年
  - 後期に川口A1となる。
- 2003年
  - 1月27日、スーパースターフェスタ内のトップスターカップ（GI格）優勝。当時の競走車呼名は「エナジー」。競走タイムは3.568。
  - 12月18日、斡旋停止処分を下される（2004年3月17日まで）。
- 2006年
  - 3月30日、長期斡旋停止処分を下される。
- 2009年
  - 3月29日、長期斡旋停止処分解除。
  - 6月4日、川口オートレース場第3レースで復帰、1着でチェッカーを受けた。
- 2013年
  - 8月10日、「川口市営第6回第1節」の3日目第5レースで史上22人目となる通算1000勝を達成。
- 2014年
  - 11月8日、「川口市営第9回第2節」の初日第5レースでの身体故障により骨折。以降出走しなくなる。
- 2015年
  - 復帰しないまま集団引退選手の一人として発表され、12月31日に川口で引退セレモニーが行われた。翌2016年1月1日に選手登録消除。

## 人物
福田は船橋オートレース場所属の島田信廣（引退）、岩田行雄（15期）、池葉弘（引退）、伊勢崎オートレース場所属の鈴木和彦（引退）らと同様に1990年代初頭に大活躍した選手である。
福田が所属する川口オートレース場は「川口四天王」と呼ばれた不世出のレーサー、広瀬登喜夫（引退）、阿部光雄（引退）、且元滋紀（引退）、篠崎実（9期）の4人が長らくトップの座にあり、福田はその下の「川口七福神」（井澤芳雄、風間義夫、嶋田守孝、清水右也、滝口正人、長谷川啓、そして福田の七人のこと）の一人で、トップからはやや遠い位置にあった。しかし、主力の1級二気筒車がトラからフジへ変わっていった頃、フジに乗り換えた福田は一気に全国区に登り詰めていった。
初めてSGを制覇したのは、1992年のオールスターオートレースだった。その時既に42歳。立派なベテランである。しかし、この辺りから福田は川口の看板レーサーとなり、徐々にではあるが「川口四天王」を凌駕していく。
試走タイムを出さないことでも有名である。理由は、かつて試走で抜群の一番時計をマークしたものの、レースでは凡走に終わり、ファンのみならず関係者にまでこっぴどく怒られたことであるという。また、現在ではイン走法が主体だが、かつてはアウト走法で走っていたといわれる。

## 長期斡旋停止
2005年終盤から2006年にかけて、福田はまったくレースに出なかった。当時の公式発表では「欠場」と記載されていた。そして、2006年3月、日本小型自動車振興会は「小型自動車競走実施規則第41条2項、及び第42条、第82条に規定する『小型自動車競走に参加して、競走車（二輪車）構造基準』に違反したことが明らかとなったため出場斡旋のの停止を行う。」として、三年間の長期斡旋停止処分を下すと発表した。
福田がどのような違反をしたかに関する具体的な説明は未だ為されていない。だが、3年という斡旋停止期間が、小型自動車競走実施規則に規定される最長の斡旋停止期間であることから、かなりの確率で恒常的に何らかの違反行為を行っていたと考えられる。また、福田の年齢を考えると、3年という斡旋停止期間は事実上の「引退勧告」に等しいものであった。
この「違反」に関しては諸説ある。一つは、エンジンオイルにニトロメタンを混入したとする説である。ニトロメタンは、空気中の燃焼範囲がガソリンと比較して実に広範囲であり、また、空燃比濃度がメタノールよりも濃いため、エンジン加速度が増すという特徴がある。これを添加剤として混入し、競走車の性能向上を謀ったのが判明し、処分を受けたというものである。
もう一つの説が、エンジンの完全分解、及び部品等の不正加工を行っていたとする説である。これらの行為は1993年10月のセア一斉乗り替え以前は認められていたが、セアに移行してからは一切禁止されている。そこで、整備費用の節約と競走車の性能向上を謀ってこれらの整備違反をし、それが判明したために処分されたとする説である。